# Glenidion flexicaulis
Glenidion flexicaulis är en skalbaggsart som först beskrevs av Schaeffer 1905.  Glenidion flexicaulis ingår i släktet Glenidion och familjen bladbaggar. Inga underarter finns listade i Catalogue of Life.